# صربيا في الألعاب الأولمبية
صربيا في الألعاب الأولمبية الألعاب الأولمبية هي من أهم الأحداث الرياضية في صربيا، تقوم اللجنة الأولمبية الصربية بالإشراف في شؤون مشاركة صربيا في الألعاب الأولمبية، كانت صربيا تشارك سابقاً في الألعاب الأولمبية باسم مملكة صربيا وثم يوغوسلافيا وثم صربيا والجبل الأسود، وأول إشتركت فيها بشكل رسمي وإسمها الحالي كانت في دورة 2008 في بكين فيالصين، وقد فازت صربيا حتى الآن في مشوارها في الألعاب الأولمبية الصيفية بمجموع 7 ميداليات في الألعاب الأولمبية الصيفية منها ميدالية ذهبية واحدة وميداليتين فضيتين و4 برونزيات، وأكثر الرياضات التي تنافس فيها صربيا هي كرة الماء والتايكواندو والرماية والسباحة وكرة المضرب ورياضات أخرى.
في الألعاب الأولمبية الشتوية شاركت صربيا أول مرة في دورة 1994 في فانكوفر في كندا وفازت حتى الآن ولم تفز حتى الآن بأي ميدالية.